# Amt Krempermarsch

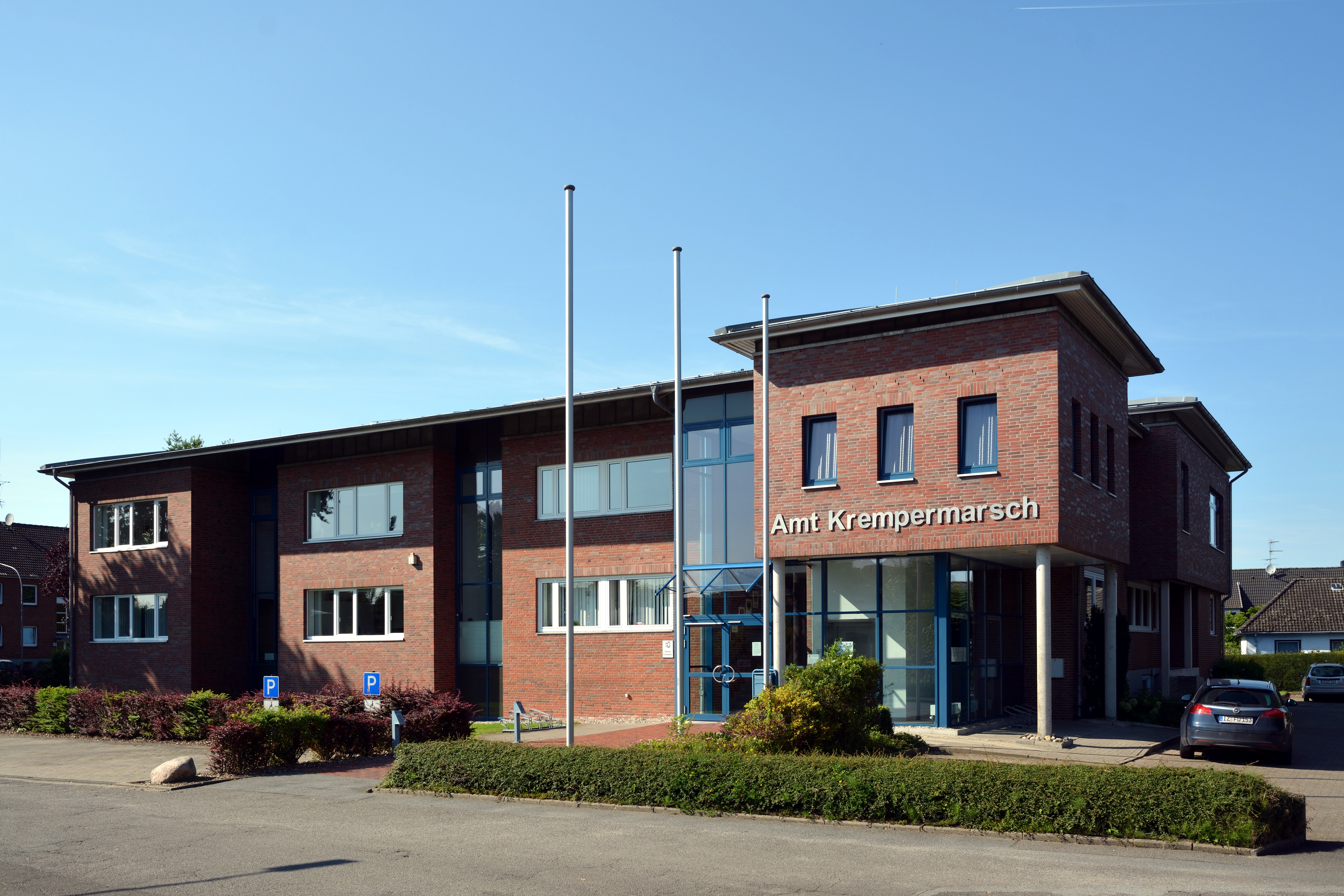
Das Amtsgebäude in Krempe

Das Amt Krempermarsch ist ein Amt im Zentrum des Kreises Steinburg in Schleswig-Holstein. Es liegt südlich von Itzehoe. Der Verwaltungssitz befindet sich in der Stadt Krempe.

## Amtsangehörige Gemeinden
| 1. Bahrenfleth 2. Dägeling 3. Elskop 4. Grevenkop | 1. Krempe, Stadt 2. Kremperheide 3. Krempermoor | 1. Neuenbrook 2. Rethwisch 3. Süderau |

## Geschichte
Am 1. April 1948 wurde das Amt Neuenbrook mit Sitz in Neuenbrook aus den Gemeinden Neuenbrook, Dägeling, Grevenkop und Rethwisch gebildet. Durch die Fusion mit dem Amt Kremperheide am 1. August 1956 kamen die Gemeinden Bahrenfleth, Kremperheide und Krempermoor hinzu. Am 1. Juli 1969 trat die Stadt Krempe dem Amt bei. In diesem Zuge wurde das Amt in Amt Krempermarsch umbenannt und der Verwaltungssitz nach Krempe verlegt. 1970 traten dann noch die Gemeinden Elskop und Süderau dem Amt bei.

## Wappen
Blasonierung: „In Rot mit silbernem, mit zehn roten Kugeln belegtem Schildbord ein schreitender, golden bewehrter silberner Schwan.“
Durch natürlichen Meeresspiegelanstieg im Bereich der Nordseeküste war die Besiedlung der Krempermarsch im frühen Mittelalter unterbrochen worden. Die Wiederbesiedlung begann im 13. Jahrhundert durch Holländer, Friesen und Sachsen. Wohl schon im Zusammenhang damit bildete sich eine besondere Kommunalverwaltung aus, in Gestalt der Krempermarschkommüne, die das Gebiet der sieben Dörfer Borsfleth, Elskop, Grevenkop, Kiebitzreihe, Krempdorf, Neuenbrook und Süderau umfasste. Diese Selbstverwaltungskörperschaft bestand bis 1892. Die Krempermarsch-Fahne, die noch heute im Sitzungssaal der Amtsverwaltung hängt, zeigt in rotem Feld einen weißen Schwan in Kampfstellung mit einer goldenen Krone um den Hals. Ein Wappen dieses Inhalts repräsentiert seit 500 Jahren die Landschaft Stormarn und findet sich im gleichnamigen Kreis. Wie es zur genannten Übereinstimmung kommt, ist ungeklärt. Um der alten Tradition in der Krempermarsch gerecht zu werden, haben alle sieben Dörfer gemeinsam das alte Schwanenwappen angenommen, wobei zur Unterscheidung die Farbe für jedes Dorf wechselt.